# Lương Mạnh Hải
Lương Mạnh Hải (sinh ngày 28 tháng 10 năm 1981) là một nam diễn viên người Việt Nam.

## Tiểu sử
Tốt nghiệp Học viện Ngân hàng ngành Chứng khoán. Từng theo học một khóa học về thời trang tại Hoa Kỳ. Từng là Phóng viên của tạp chí Tiếp thị gia đình, Thế giới văn hóa.

## Phim đã tham gia
| Năm  | Tựa phim                    | Kênh/Định dạng | Vai diễn    | Đóng với                         | Chú thích              |
| ---- | --------------------------- | -------------- | ----------- | -------------------------------- | ---------------------- |
| 2004 | Nữ tướng cướp               | Phim chiếu rạp | Đức         | Mỹ Duyên, Lam Trường, Bằng Lăng  |                        |
| 2006 | Hồn Trương Ba, da hàng thịt | Phim chiếu rạp | Quang Vinh  |                                  |                        |
| 2006 | Tuyết nhiệt đới             | HTV9           | Hải         | Anh Thư & Thanh Hằng             |                        |
| 2008 | Bỗng dưng muốn khóc         | VTV1           | Bảo Nam     | Tăng Thanh Hà                    |                        |
| 2009 | Đẹp từng centimet           | Phim chiếu rạp | Quang Hy    | Tăng Thanh Hà                    |                        |
| 2009 | Ngôi nhà hạnh phúc          | VTV3           | Vương Hoàng | Minh Hằng, Thủy Tiên, Lam Trường |                        |
| 2011 | Hot boy nổi loạn            | Phim chiếu rạp | Lam         | Hồ Vĩnh Khoa                     |                        |
| 2014 | Vừa đi vừa khóc             | VTV3           | Hải Minh    | Minh Hằng                        |                        |
| 2015 | Con ma nhà họ Vương         | Phim chiếu rạp | Nạn nhân    |                                  |                        |
| 2016 | Vòng eo 56                  | Phim chiếu rạp | Khắc Tiệp   | Ngọc Trinh (người mẫu)           |                        |
| 2017 | Hot boy nổi loạn 2          | Phim chiếu rạp | Lam         | La Quốc Hùng                     | Kiêm Giám đốc sản xuất |
| 2017 | Khi con là nhà              | Phim chiếu rạp | Cha         |                                  |                        |
| 2021 | Mẹ ác ma, cha thiên sứ      | K+CINE         | Huy Còi     | Minh Hằng, Jun Vũ                |                        |

## Đạo diễn phim
- Hoa hậu giang Hồ (2019)

## Chương trình đã tham gia

### Gặp nhau cuối tuần
Anh tham gia chương trình với tư cách là diễn viên.

### Ai trúng số độc đắc
Anh dẫn dắt chương trình này trong khoảng thời gian từ lúc bắt đầu phát sóng cho đến ngày 27/9/2013 thì từ ngày 4/10/2013 cho đến khi chương trình kết thúc vào ngày 15/1/2016, người kế nhiệm vị trí của anh là nghệ sĩ Tự Long.

### Bữa trưa vui vẻ
Anh tham gia chương trình với tư cách là khách mời trò chuyện.

### Ca sĩ tranh tài
Anh tham gia chương trình với tư cách là MC khách mời với MC Thành Trung.

### Bước nhảy hoàn vũ
Anh dẫn dắt chương trình mùa 4 cùng với Đông Nhi.

### Vui sống mỗi ngày
Anh cùng với các MC khác dẫn dắt chương trình trong suốt thời gian phát sóng. 

### Talkshow số 8
Anh dẫn dắt chương trình trong suốt thời gian phát sóng.

## Vinh danh
- Top 3 Nam diễn viên chính xuất sắc của HTV 2006.